# Icém
Icém es un municipio brasilero del estado de São Paulo. Situada próxima a importantes centros urbanos (São José do Río Preto, Olímpia, Catanduva, Mirassol). La ciudad se localiza sobre los márgenes del Rio Grande, en el límite con Minas Gerais, y tiene una población de 7.462 habitantes (IBGE/2010).
Por la Ley nº 1.449 del 28 de diciembre de 1914, fue elevado la categoría de Distrito de Paz, y como tal instalado el 24 de abril de 1915.

## Geografía
- Localización: Norte del estado de São Paulo
- Límites:
  - Norte: Frontera (Minas Gerais)
  - Sur: Nova Granada y Altair
  - Este: Guaraci
  - Oeste: Orindiúva
- Clima: Tropical con temperatura media de 25 °C

### Demografía
Datos del Censo - 2010
Población total: 7.462
- Urbana: 6.404
- Rural: 1.058
- Hombres: 3.795[6]
- Mujeres: 3.667

Densidad demográfica (hab./km²): 20,58
Mortalidad infantil hasta 1 año (por mil): 22,27
Expectativa de vida (años): 68,12
Tasa de fertilidad (hijos por mujer): 2,36
Tasa de alfabetización: 89,73%
Índice de Desarrollo Humano (IDH-M): 0,761
- IDH-M Salario: 0,707
- IDH-M Longevidad: 0,719
- IDH-M Educación: 0,858

(Fuente: IPEADATA)

### Hidrografía
- Rio Grande
- Río Turvo

El inmenso lago formado por la represa de la Central de Marimbondo, de aguas calmas y profundas, favorece algunos tipos de actividades y el río, abajo de la represa, con correntadas fuertes en algunos puntos, favorece a otras.
La existencia de una gran represa en el municipio confiere a Icém el privilegio de disposición de dos tipos diferentes de ambiente náutico: el lacustre y el fluvial.

### Carreteras
Icém está en el entrecruce de dos importantes carreteras, la BR-153 - federal, y a SP-322, la que torna el acceso al municipio muy fácil.

## Administración
- Prefecto: Samir Vicente de Morais (2009/2012)
- Viceprefecto: Salim Vicente de Morais
- Presidente de la cámara: (2009/2010)